# 落とし穴

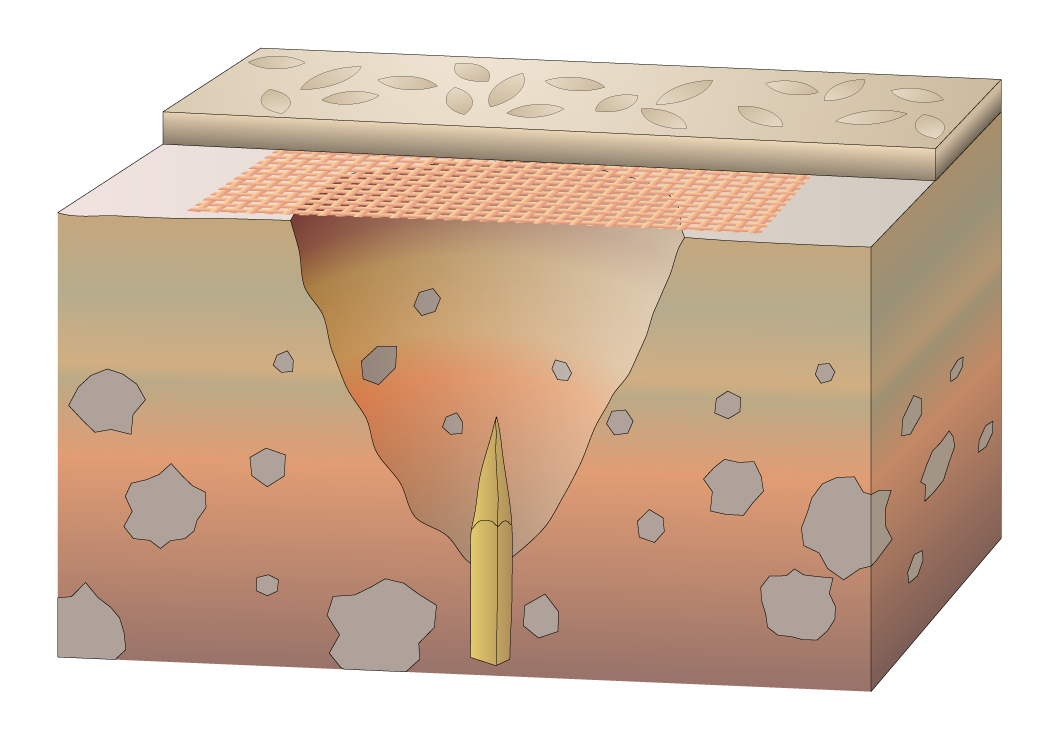
落とし穴の一種。底に先の尖った杭を埋め込み、殺傷力を増している。

落とし穴（おとしあな）は、罠の一種である。陥穽（かんせい）とも言う。地面に穴を掘ってそれを隠蔽し、穴の上を通ろうとする動物を落とそうとするものである。その有り様から転じて、他者を陥れる策略なども「落とし穴」「陥穽」と呼ぶ。

## 概要
適当な大きさの穴を掘った後に残った土を取り除き、ある一定以上の重量がかかると簡単に折れてしまうような木の枝を組合わせて穴の上に被せ、景色との違和感がないように草や葉をばら撒いて隠蔽するという構造が基本である。狩猟や戦争、遊び、いたずらなどに用いられる。

## 各種の落とし穴

### Tピット
考古学においてはTピット（T-pit）、すなわちTrap（罠）としてのピットと呼ばれる。
日本列島では、後期旧石器時代の遺跡から落とし穴（陥し穴）の遺構と見られる土坑が検出されている。静岡県三島市の初音ヶ原遺跡では、台地の尾根を横切るように並んで幾重かに巡らされた、深さ1.5～1.6メートルで、上部がラッパ状に開く60基の落とし穴が検出されている。また、同県駿東郡長泉町の東野遺跡や、神奈川県横須賀市の打木原遺跡でも同様の落とし穴が見つかっている。初音ヶ原遺跡や打木原遺跡のものは、姶良丹沢火山灰（At層）堆積層より下で検出されたことから、約30000年前のものと推定されている。
縄文時代早期から晩期頃において動物を捕まえる狩猟の方法として落とし穴がさかんに掘られていた。非常に深く溝状に掘られたり、逆茂木を穴の底に立てたりして、獲物が動けないように工夫したものが多い。
それぞれ、まとまって複数並んで列をなすことが多く、このことは集団で狩猟獣であるシカ（ニホンジカ・エゾシカ）やイノシシ、カモシカを追い込んで穴に落とし、捕獲したことをあらわすものと考えられる。概して遺物をともなわないケースが多い。このような大がかりな狩猟、しかも待ち伏せ狩猟が行われたことは、早期以降の縄文時代が本格的な定住生活の行われた時代であったことを傍証している。なお、北海道ではイノシシやカモシカが自然分布しないため、落とし穴は専らエゾシカを対象とした構造になっている。

### ブービートラップ
戦場でのブービートラップとしても使用される。例えば、ベトナム戦争においては南ベトナム解放民族戦線がゲリラ戦法の一つとして行っていた。穴を掘った後に草葉などで覆うのは同様であるが、罠にかかったアメリカ兵を殺傷すべく穴底に木の枝や竹などの尖った部分を上にして備え付けてあった。

### 押し・おとし
落とすと同時に木や石によって、対象を圧死させる仕掛けを「押し」といい、『広辞苑 第六版』（岩波書店）にも記載されている。文献上、『古事記』『日本書紀』から確認でき、「押機」と表記されており、宇陀の豪族である兄宇迦斯（えうかし）が神武天皇を欺いて、落とそうとするも、弟の弟宇迦斯（おとうかし）が帰順してこの仕掛けを教え、逆に脅された兄宇迦斯自身が落ちて圧死している。

### 昆虫採集
昆虫採集の方法として、虫を捕まえるためのトラップを仕掛ける場合があるが、その代表的な方法に、紙コップなどを地面に埋めた落とし穴式のものがあり、ピットフォールトラップと呼ばれる。

## 生物の用いる落とし穴
食虫植物には、ウツボカズラやサラセニアなど、葉につぼや筒状の穴を作り、そこに落ち込んできた虫を消化するものがあり、そのような方法を落とし穴式と呼んでいる。虫を集めるように入り口に蜜がでたり、虫が落ちやすいように入り口に逆棘があったり滑りやすくなっていたりと人工のそれにも似た仕組みをもつ。
また、ラン科やウマノスズクサ科の花にはやはり落とし穴のような仕組みがある例がある。これはやって来た虫をとじ込め、脱出時に花粉媒介や受粉を行なわせるようになっているものである。
昆虫では、いわゆるアリジゴクの巣がこれに近い。

## 日本語における落とし穴
物理的な存在ではない「落とし穴」もある。例えば、ある者が別の者を陥れる策略の比喩として使われる。また、「陥穽」と言う時は特に、何かが致命的な欠点を持っていることや、あるいはその欠点から重大な問題が発生することの指摘が行われる場合が多い。
また、単に「盲点」という意味や、誤った判断をした場合に使われることもある。
（例）中国語と日本語では全く同じ漢字を使っても意味が全然違う単語がある。これが中国語を学習するうえでひとつの「落とし穴」になっている。

## 落とし穴による事故
- 2011年8月27日、午後10時ごろ（日本標準時）、石川県かほく市大崎の大崎海岸の砂浜で23歳の会社員とその妻が、深さ約2.5m、2.4m四方の落とし穴に転落、2人とも死亡した。死因は窒息死。石川県警の調べにより、誕生日を迎える夫を驚かせようと、妻が27日昼ごろから友人5、6人とスコップを使って落とし穴を掘り、ブルーシートで覆って位置が分からないよう仕込んだ。妻はいったん帰宅し、夫を連れて穴のある場所に行き、誤って一緒に落ちたという。転落は27日午後10時ごろだったが、仲間らが救出作業を優先させるなどしたため通報が遅れ、夫妻が引き上げられるまでに2時間近くかかったという[3]。同年12月13日、石川県警津幡署は、重過失致死と海岸法違反の疑いで、落とし穴を発案したとされる妻と、一緒に穴を掘った友人の男女6人を書類送検した[4]。事故が発生した当時、1.5mを超えて掘削する場合は海岸法によって県知事の許可が必要である。また目的が落とし穴では許可が出る事は無く、違反した場合は1年以下の懲役または50万円以下の罰金刑となる[4]。この事故で、夫の両親が計約9100万円の損害賠償を求める訴訟を起こし、金沢地裁は2014年10月28日、「危険性は予測できた」などとして、妻の両親と友人6人に計約4130万円の支払いを命じる判決を言い渡した[5]。

大雨などで道路が冠水した際にマンホールや側溝の蓋が開いてしまい落とし穴と化す、濁った水で穴が見えない状態となり、落ちれば突然深い水中の流れに飲み込まれてしまう。
- 1985年7月14日東京都大田区で、冠水した区道を自転車で通っていた男性が、 蓋が開いていたマンホールに転落し胸まで入ってしまう、付近の人達が引き上げようとしたが、 自転車と共にマンホールに吸い込まれ、翌日約1.4km離れた大田区の内川で水死体で発見された[要出典]。

高山や氷河などでクレバスと呼ばれる天然の落とし穴が発生する事がある、雪原の下に割れ目が隠れており雪を踏み抜いてしまうと氷の割れ目に落ちてしまう。
- 1981年6月10日に天山山脈のボゴタ峰の氷河上で、京都山岳会登山隊の隊員が下山中に雪に覆われて隠れたクレバス、つまりヒドゥンクレバスへと落下した。クレバスの上までクレバス内の彼女の声は聞こえても、数十メートル下の狭い隙間へ滑落した彼女に救出の手は届かず、結局、彼女自ら生還を断念せざるを得なかった。彼女の遺体は14年後の1995年に発見された[要出典]。

## 最古?の落とし穴をめぐる話題
静岡県三島市川原ヶ谷に所在する初音ヶ原遺跡（はつねがはらいせき）では、2万7千年以上前の土層に多数の丸い穴の跡があるのが見つかり、大型動物狩猟用（とくに一列に並んでいることからシカの群れ用）の落とし穴ではないかと見られている。国立科学博物館 人類史研究グループ長の海部陽介は、これを3万年以上前の土層とし、旧石器時代の落とし穴は日本列島にしかなく、発見された世界最古の落とし穴とした。さらに、神奈川県横須賀市の船久保遺跡では、3万年前の土層からシカ用の落とし穴ではないかと考えられる四角い穴が多数見つかっている。
鹿児島県種子島の中種子町の立切遺跡では、35,000年以上前とされる土層から落とし穴とみられる土坑が見つかった。現在、こちらが最古とされている。
海外では、フランスのマルヌ県で中石器時代初頭の約1万1千年前のものが見つかっている。